# County seat
County seat er et engelsk ord, der beskriver et countys administrationscenter eller administrationsby. Ordet anvendes i USA, Canada, Taiwan, og Rumænien. I Storbritannien og Irland har county towns lignende funktioner.

## Funktion
I USA er counties den administative afdeling af delstaterne. Byen, landsbyen, eller stedet, der indeholder countyets regering omtales county seat. Nogle koloniale delstater har (eller har haft) county seats "Court House" eller "Courthouse" som en del af deres navne (fx Spotsylvania Courthouse, Virginia).

## Variationer
I de canadiske provinser Prince Edward Island, New Brunswick og Nova Scotia, og i de amerikanske delstater Maine, Massachusetts, og Vermont omtales county seats i stedet som shire towns.